# Pierre-Bernard Cousté
Pierre-Bernard Cousté, né le 29 juin 1920 à Rochefort (Charente-Maritime), et mort le 11 avril 1989 à Neuilly-sur-Seine, est un homme politique français.

## Biographie
Il est signataire de l'« appel des 43 » en faveur d'une candidature de Valéry Giscard d'Estaing à l'élection présidentielle de 1974.

## Détail des fonctions et des mandats
Mandats parlementaires
- 12 juillet 1963 - 1er avril 1967 : Député de la 4e circonscription du Rhône
- 2 avril 1967 - 30 mai 1968 : Député de la 5e circonscription du Rhône
- 11 juillet 1968 - 1er avril 1973 : Député de la 5e circonscription du Rhône
- 2 avril 1973 - 2 avril 1978 : Député de la 5e circonscription du Rhône
- 3 avril 1978 - 22 mai 1981 : Député de la 5e circonscription du Rhône
- 2 juillet 1981 - 1er avril 1986 : Député de la 5e circonscription du Rhône